# Wolfgang Dietrich zu Castell-Remlingen

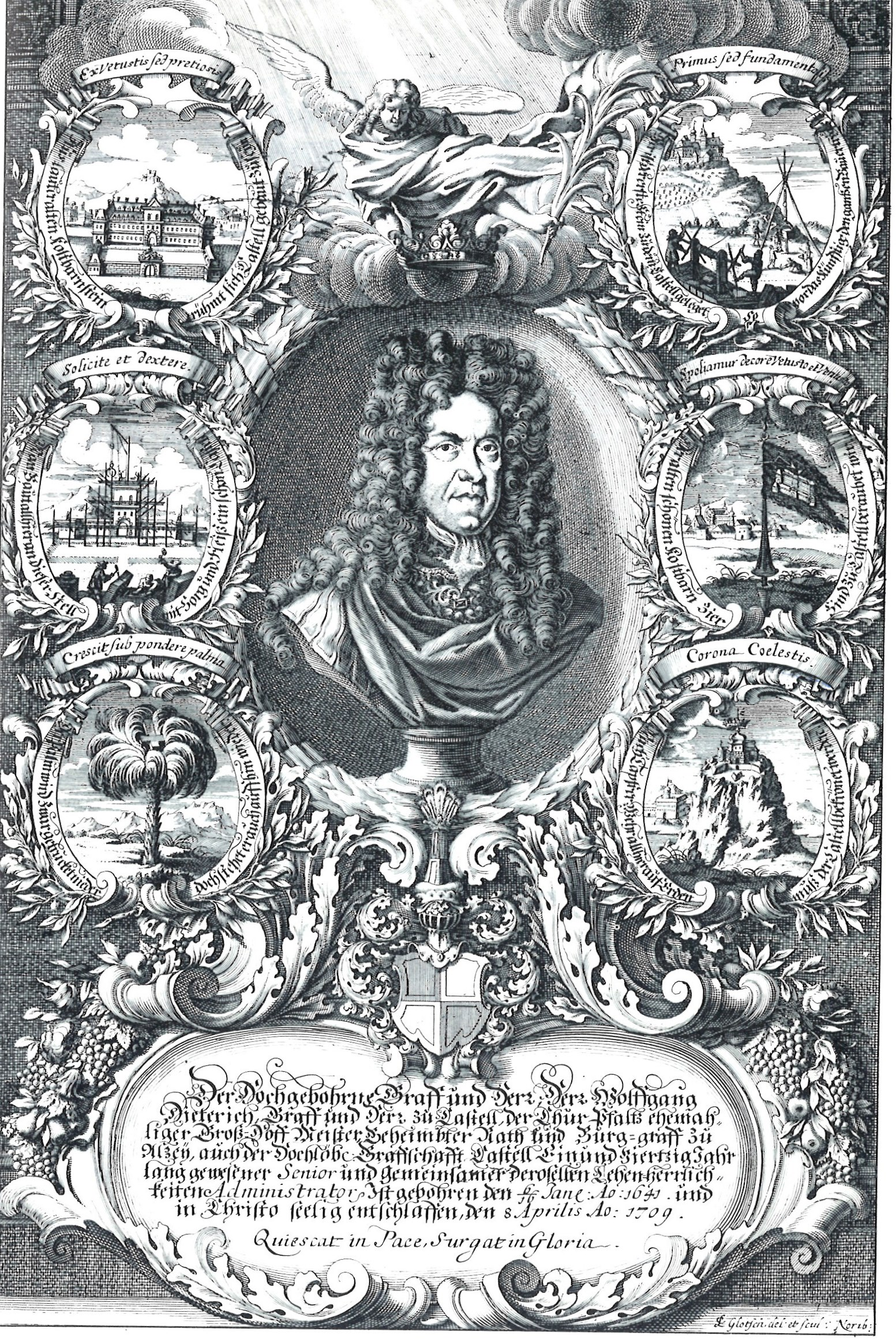
Wolfgang Dietrich auf einem Kupferstich, Ludwig Christoph Glotsch 1709

Wolfgang Dietrich Graf und Herr zu Castell-Remlingen (* 6. Januar 1641 in Remlingen; † 8. April 1709 in Castell) war von 1668 bis 1709 Herrscher der Grafschaft Castell-Remlingen, Landesportion Castell. Er teilte sich die Herrschaft mit seinem Bruder Friedrich Magnus. Daneben hatte er weitere Ämter in der Markgrafschaft Ansbach und in der Kurpfalz inne.

## Die Grafschaft vor Wolfgang Dietrich
Seit dem ausgehenden 13. Jahrhundert war der Stammsitz der Grafen, das Dorf Castell auf zwei Besitzer geteilt. Mit dem Aussterben der Linie des Unteren Schlosses zum Ende des 14. Jahrhunderts gelangte einer der Teile zur Markgrafschaft Ansbach, die dort ihr Amt Castell einrichtete. Das Schloss als Amtssitz der Markgrafen wurde im Bauernkrieg des Jahres 1525 zerstört und war dem Verfall preisgegeben.
Die Grafschaft wurde im Laufe des 16. Jahrhunderts erneut aufgeteilt, als sich die Linien Alt-Castell-Rüdenhausen und Castell-Remlingen spalteten. Die Grafen von Remlingen saßen in Castell und Remlingen, während die andere Linie in Wiesenbronn und Rüdenhausen residierte. Der Dreißigjährige Krieg verschonte in der ersten Hälfte des 17. Jahrhunderts auch die Grafschaft nicht, viele Landesteile waren in ruinösem Zustand.

## Leben

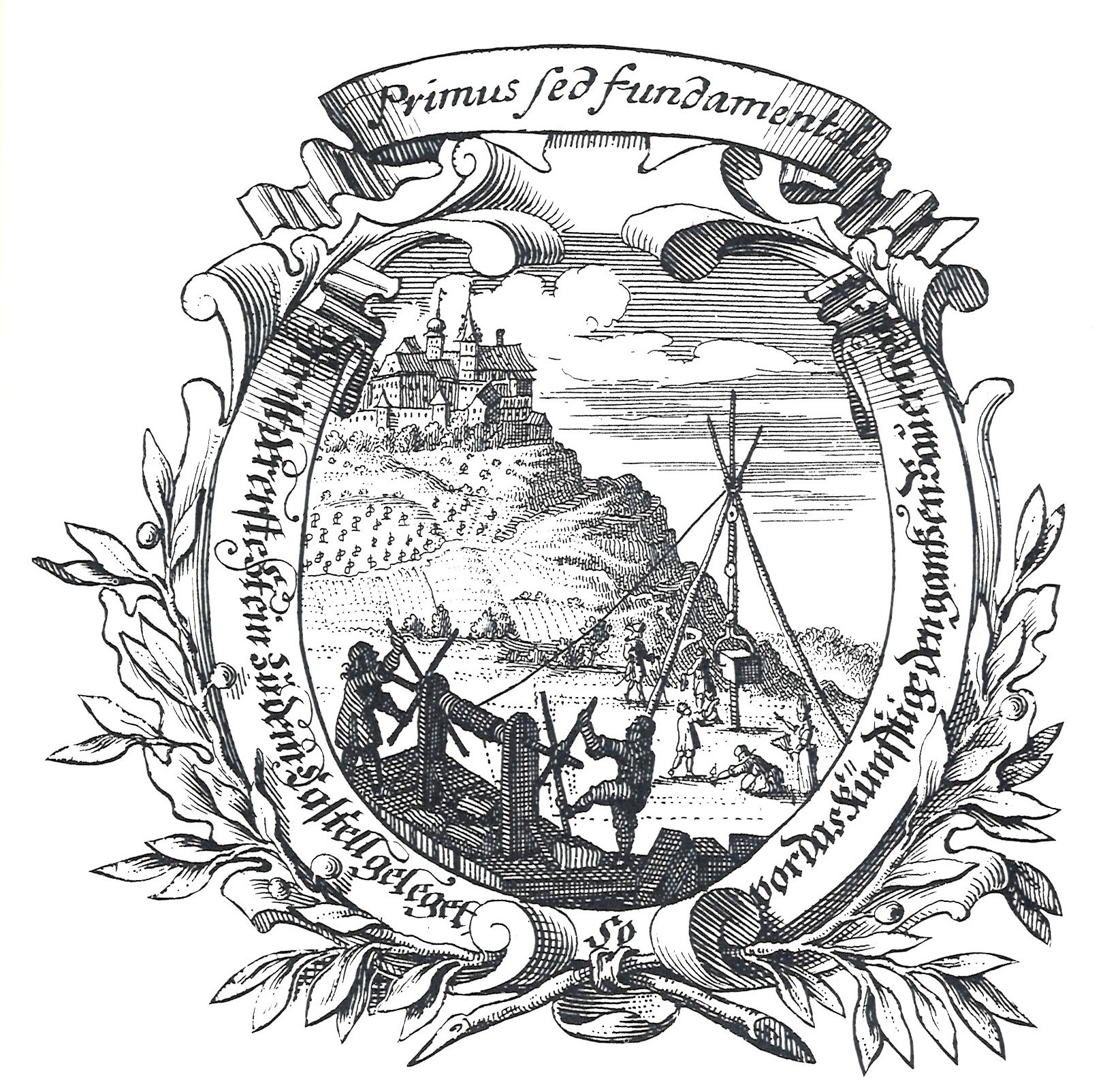
Die Grundsteinlegung des Neuen Schlosses, Detail des Kupferstichs

Wolfgang Dietrich wurde am 6. Januar 1641 als zweiter Sohn von Graf Wolfgang Georg I. und seiner Frau Sophia Juliana, geborene Gräfin zu Hohenlohe-Waldenburg-Pfedelbach, im fränkischen Remlingen geboren. Sein älterer Bruder Georg Ludwig war bereits vor der Geburt Wolfgang Dietrichs verstorben. Dieser wuchs mit den Geschwistern Juliane Dorothea, der einzigen älteren Schwester, Sophie Luise, Friedrich Magnus und Eberhard Friedrich auf. Drei weitere Brüder starben im Kindesalter. Der Informator der Brüder war zeitweise der evangelische Geistliche und Dichter Johann Heinrich Calisius.
Der junge Graf wurde von seinen Eltern an die Universität Tübingen geschickt und studierte dort einige Jahre. Anschließend trat er eine sogenannte Kavalierstour durch Europa an, die ihn nach England, Frankreich und in die Niederlande führte. Am 7. Juli 1667 heiratete er Elisabeth Dorothea Schenkin zu Limpurg. Nach dem Tod seines Vaters im Jahr 1668 wurde er regierender Graf zu Castell, teilte sich diese Aufgabe jedoch mit seinem jüngeren Bruder Friedrich Magnus (bis 1672 zudem mit dem jung verstorbenen, dritten Bruder Eberhard Friedrich). Er erhielt die Landesportion Castell, trat zunächst allerdings einige Ämter bei anderen Fürsten des Heiligen Römischen Reichs an.
Im Jahr 1672 kam Wolfgang Dietrich in markgräflich-ansbachische Dienste. Er wurde zum Geheimen Rat ernannt und leitete als Landeshauptmann des Unterlandes die Politik der Markgrafschaft maßgeblich mit. Hierzu verlegte der Graf seinen Wohnsitz von Castell nach Neustadt an der Aisch. Im Jahr 1678 wurde er Großhofmeister, Geheimer Rat und Burggraf von Alzey im Dienste des Kurfürsten Karl Ludwig von der Pfalz.
Dort bewährte er sich als Politiker. Unter anderem regelte er die Nachfolge der Kurwürde und schloss Frankreichs König Ludwig XIV. von der Kaiserwahl aus. Nach dem Aussterben der Schenken von Limpurg hoffte der Graf, der in diese Familie eingeheiratet hatte, das Reichslehen dieser Familie zu erhalten, scheiterte jedoch. In der Pfalz diente Wolfgang Dietrich dann auch unter den Kurfürsten Karl II. und Philipp Wilhelm. 1687 trat er von seinen Ämtern zurück, um sich vermehrt der Regierung der Grafschaft Castell zu widmen.
Erste Handlung war der Rücktausch des ansbachischen Dorfteiles von Castell. Somit war der Residenzort der Grafschaft nach mehreren hundert Jahren wieder ganz in den Händen der Grafen. Mit dem Dorf erhielt Wolfgang Dietrich auch das ruinöse Untere Schloss. Dem barocken Verständnis folgend, ließ der Graf das neue Schloss im Dorf Castell errichten und mit einer repräsentativen Gartenanlage ausstatten. Es wurde 1691 bezogen. Im gleichen Jahr starb die Ehefrau Elisabeth Dorothea und wurde in Castell beigesetzt.
Am 7. März 1693 heiratete Wolfgang Dietrich in zweiter Ehe Gräfin Dorothea Renate von Zinzendorf und Pottendorf. Von 1689 bis 1695 hatte der Graf das Amt eines Direktors des fränkischen Grafenkollegiums inne. Wolfgang Dietrich Graf und Herr zu Castell-Remlingen verstarb am 8. April 1709 und wurde in der Johanneskirche im Residenzort bestattet. Anlässlich seiner Leichenpredigt fertigte Ludwig Christoph Glotsch einen Kupferstich an, der die Taten des Grafen versinnbildlichen sollte.

## Ehen und Nachkommen
Am 7. Juli 1667 heiratete Graf Wolfgang Dietrich in Remlingen Elisabeth Dorothea Schenkin zu Limpurg in Obersontheim. Mit ihr hatte er sechs Kinder, von denen allerdings nur vier das Erwachsenenalter erreichten. Als Nachfolger wurde Karl Friedrich Gottlieb aufgebaut.
- Sophie Dorothea (* 21. Juni 1668 in Remlingen; † 25. Dezember 1732 in Castell)
- Christiana Theodora (* 12. Juni 1669 in Remlingen; † 15. August 1674 in Neustadt an der Aisch)
- Charlotte Juliane (* 14. September 1670 in Castell; † 5. Februar 1696 in Rüdenhausen)
- Luise Florina (* 16. April 1672 in Castell; † 27. Juli 1676 ebenda)
- Christiana Elisabeth (* 21. Juni 1674 in Neustadt; † 16. März 1717 in Neuenstein)
- Karl Friedrich Gottlieb (* 16. April 1679 in Mannheim; † 9. Mai 1743 in Hamburg)

Nach dem Tod seiner Frau heiratete Wolfgang Dietrich am 7. März 1693 Dorothea Renate von Zinzendorf und Pottendorf. Aus der Ehe gingen acht Kinder hervor.
- Eleonore Auguste Amalie (* 27. Dezember 1693 in Castell; † 25. Mai 1712 ebenda)
- Wolfgang Georg (* 20. Dezember 1694 in Castell; † 22. September 1735 ebenda)
- Charlotte Luise Renata (* 24. Januar 1696 in Castell; † 6. Januar 1699)
- Ludwig Theodor (* 2. November 1698 in Castell; † 11. Dezember 1698 ebenda)
- Karoline Friederike Luise (* 15. Mai 1702 in Castell; † 17. Februar 1748 in Rehweiler)
- Sophie Theodora (* 12. Mai 1703 in Castell; † 8. Januar 1777 in Herrnhut)
- August Franz Friedrich (* 31. Juli 1705 in Castell; † 16. Mai 1767 ebenda)
- Ludwig Friedrich (* 23. Februar 1707 in Castell; † 22. Juni 1772 in Rehweiler)